# Anaïs Caradeux
Anaïs Caradeux, née le 30 juin 1990 à Aix-les-Bains, est une skieuse acrobatique française, licenciée à La Clusaz. 
Spécialisée dans le halfpipe, elle a remporté deux épreuve de Coupe du monde, la première le 15 janvier 2006 aux Contamines et la seconde le 19 mars 2009 à La Plagne. Elle a remporté également le petit globe de cristal de halp-pipe en 2006. 
Par ailleurs, elle fut aussi médaille de bronze aux Championnats du monde juniors à Airolo en 2007 et vice-championne du monde aux Championnats du monde d'Oslo de 2013.

## Biographie
Dans ses jeunes années, Anaïs Caradeux grandit en Guadeloupe avant de venir à sept ans à Annecy et de s'adonner au patinage artistique jusqu'à ses douze ans et un refus en sport-études. Après une expérience d'une année au club de ski alpin de Sévrier, elle déménage ensuite à La Clusaz et s'expérimente dans le freestyle en ski, c'est ainsi qu'elle s'inscrit dans le club de la station et participe aux compétitions.
Sa première participation à une épreuve de Coupe du monde a lieu aux Contamines, course oùelle devait initialement assurer un rôle d'ouvreuse en raison de son âge, le 15 janvier 2006 et se solde par une première victoire sur le circuit FIS. Lors de la deuxième épreuve de la saison à Apex, elle termine sixième et remporte le petit globe de cristal de half-pipe (seules deux épreuves étaient programmées cette saison-là). L'année suivante en 2007, elle participe aux Championnats du monde junior à Airolo et prend la médaille de bronze devancée par le duo américain Kim Sharp et Sophia Schwartz. Elle participe alors à toutes les épreuves de half-pipe en coupe du monde 2008-2009, obtenant un podium à Park City en janvier puis remporte sa seconde victoire à La Plagne le 19 mars. Cette saison elle termine à la deuxième place du classement de half-pipe derrière la Suissesse Virginie Faivre.
Depuis 2009, pas mal de chemin parcouru pour la jeune fille de la Clusaz, Anaïs Caradeux trustent les podiums FIS et professionnels à travers le monde.
Elle devient en 2010 la meilleure Française et européenne dans sa spécialité « Ski Freestyle Halfpipe ». Troisième des Winter X Games Europe 2010 à Tignes, elle termine à la deuxième place de cette compétition lors de l'édtition de 2011  devancée par la Canadienne Sarah Burke. Lors de l'édition 2012, où un hommage à Sarah Burke, décédée en janvier, elle chute lors de ses deux premiers run avant de terminer troisième, derrière la Canadienne Rosalind Groenewoud et l'Américaine Devin Logan. En mars 2013, elle accède la troisième place du classement mondial professionnel. En 2013, elle remporte la médaille d'argent des championnats du monde remportés par Virginie Faivre. À la fin du mois, elle termine également à la deuxième place des Winter XGames Europe de Tignes, derrière Marie Martinod.
Anaïs Caradeux prépare sa saison pré-olympique en vue d'obtenir sa qualification pour les Jeux olympiques de Sotchi 2014. Elle termine troisième de la coupe du monde de , derrière Maddie Bowman et Marie Martinod. Lors de la compétition de half-pipe des Jeux de Sotchi, elle est victime d'une commotion cérébrale après une chute sur la tête lors des qualifications, où elle termine à la neuvième place, et elle doit renoncer à la finale. En avril, elle se fait opérer du genou gauche pour des problèmes de cartilage. Lors des mondiaux de Kreischberg, elle chute lors de la finale alors qu'elle occupe alors la troisième place, terminant finalement quatrième. Une rupture de ligament croisé au genou droit est ensuite confirmée.
Lors de la deuxième étape de la coupe du monde 2015-2016, à Marmoth, elle est éliminée lors des demi-finales. Elle est aussi éliminée en demi-finale à Park City. Pour les finales de la coupe du monde, disputées à Tignes, elle échoue en demi-finale, terminant huitième. 
Elle est confirmée dans l'équipe de France pour la saison 2017-2018. Lors des qualifications du Half-pipe des Jeux olympiques 2018 de Pyeongchang, elle se classe à la douzième place, obtenant sa qualification pour la finale, mais chutant lors de sa première tentative. Sa blessure à l'œil droit, hématome péri-orbitaire, la contraint à déclarer forfait après décision de l'encadrement, son œil étant complètement fermé.
Elle annonce prendre sa retraite sportive le 8 février 2019.
Elle est étudiante à l'université de Savoie.

## Palmarès

### Jeux olympiques
- Sotchi 2014 : 12e ;
- Pyeongchang 2018 : 12e (ne prend pas part à la finale à cause d'une blessure à l'œil)[20].

### Championnats du monde
| Épreuve / Édition | Airolo 2007 junior | Inawashiro 2009 | Park City 2011 | Voss 2013 | Kreischberg 2015 | Sierra Nevada 2017 | Park City 2019 |
| Half-pipe         | Bronze             | 12e             | 5e             | Argent    | 4e               | 23e                | 15e            |

### Coupe du monde
- Meilleur classement général : 14e en 2009.
- 1 petit globe de cristal : 
  - Vainqueur du classement half-pipe en 2006.
- 4 podiums dont 2 victoires.

#### Différents classements en Coupe du monde
| Année/Classement | Année/Classement | Général | Général | Half-pipe | Half-pipe |
| ---------------- | ---------------- | ------- | ------- | --------- | --------- |
| Année/Classement | Année/Classement | Class.  | Points  | Class.    | Points    |
| 2006             | 2006             | 25e     | 25      | 1er       | 140       |
| 2007             | 2007             | 64e     | 8       | 6e        | 40        |
| 2008             | 2008             | 58e     | 58      | 5e        | 45        |
| 2009             | 2009             | 14e     | 14      | 2e        | 205       |
| 2011             | 2011             | 62e     | 12      | 8e        | 32        |
| 2012             | 2012             | 60e     | 15      | 5e        | 77        |
| 2013             | 2013             | 45e     | 26      | 10e       | 131       |
| 2014             | 2014             | 99e     | 12      | 17e       | 62        |
| 2015             | 2015             | 139e    | 3.20    | 27e       | 16        |
| 2016             | 2016             | 71e     | 16.20   | 9e        | 81        |
| 2017             | 2017             | 87e     | 14      | 14e       | 70        |
| 2018             | 2018             | 105e    | 12      | 19e       | 72        |

#### Détail des victoires
| Édition / Épreuve | Half-pipe      |
| 2006              | Les Contamines |
| 2009              | La Plagne      |

### Championnats de France
4 fois championne de France de halfpipe en 2005, 2007, 2008 et 2010